# Етелсвілл
Етелсвілл (англ. Ethelsville) — місто (англ. town) в США, в окрузі Пікенс штату Алабама. Населення — 49 осіб (2020).

## Географія
Етелсвілл розташований за координатами 33°24′51″ пн. ш. 88°12′58″ зх. д. / 33.41417° пн. ш. 88.21611° зх. д. (33.414066, -88.216093). За даними Бюро перепису населення США в 2010 році місто мало площу 1,47 км², уся площа — суходіл.

## Демографія
Згідно з переписом 2010 року, у місті мешкала 81 особа в 37 домогосподарствах у складі 23 родин. Густота населення становила 55 осіб/км². Було 44 помешкання (30/км²).
Расовий склад населення:
| - 74,1 % — білих - 25,9 % — чорних або афроамериканців |

До двох чи більше рас належало 0,0 %. Частка іспаномовних становила 0,0 % від усіх жителів.
За віковим діапазоном населення розподілялося таким чином: 16,0 % — особи молодші 18 років, 60,5 % — особи у віці 18—64 років, 23,5 % — особи у віці 65 років та старші. Медіана віку мешканця становила 45,8 року. На 100 осіб жіночої статі у місті припадало 97,6 чоловіків; на 100 жінок у віці від 18 років та старших — 100,0 чоловіків також старших 18 років.
Середній дохід на одне домашнє господарство становив 39 811 долар США (медіана — 40 417), а середній дохід на одну сім'ю — 39 288 доларів (медіана — 40 833). За межею бідності перебувало 32,3 % осіб, у тому числі 47,8 % дітей у віці до 18 років та 0,0 % осіб у віці 65 років та старших.
Цивільне працевлаштоване населення становило 36 осіб. Основні галузі зайнятості: освіта, охорона здоров'я та соціальна допомога — 33,3 %, роздрібна торгівля — 27,8 %, транспорт — 22,2 %.